# Сашо Панов
Сашо Панов (Скопље, 1943 —  Попова Шапка, Тетово, 26. новембар 2017) био је македонски уметник,  директор Македонске радио-телевизије, свестрани спортиста, освајач бројних медаља у скијању и другим спортовима. Након одласка у пензију, све до своје смрти, стално је живео и стварао на Поповој Шапки на Шар-планини у својој летњој кући, због чега је добио почасну титулу „градоначелника Попове Шапке.”

## Живот и каријера
Рођен је у Скопљу 1943. година, током Другог светског рата, од оца професора уметности, од кога је наследио талент и љубав према уметности. Детињство и основно школовање провео је у Скопљу. Несрећним случајем остао је без руке после експлозије бомбе играјући се као дечак у скопском Калеу.
Сликарство је дипломирао на Академији ликовних уметности у Београду. Потом је студирао сценографију и режију на Академији за филмску уметност у Софији.
Од ране младости бавио се спортом у клубовима СК „Младост”, стонотениском клубу „Еврејска Маала” и тениским клубовима СК „Лисец”, ТК „Југ”, као и на скијашким теренима Попове Шапке.
Када је први пут као дете 1954. године боравио на Поповој Шапки био је задивљен овим местом, и од те године постао је велики заљубљеник скијања и сликања Попове Шапке, на којој је до смрти проводио све своје слободно време. Бавећи се скијањем постао је један од врсних светских скијаша и светски првак у скијању за лица са инвалидитетом (1973 години у Куршевелу у Француској), а учествовао је и на Олимпијади за параолимпијце у Шведској. Био је више пута и првак Македоније у алпском скијању, тенису, вицешампион у стоном тенису, а са екипом из „Јеврејске четврти” тимски шампион Македоније у стоном тенису и полуфиналиста на Омладинском тениском првенству Југославије.
Његов животни пут завршио се на Поповој Шапки 26. новембра 2017. године у 74 години живота...
...тамо где је једном победио, увек био добродошао на белим стазама, где је 1970-их демонстрирао скијашке вештине младим љубитељима белог спорта.
Сахрањен је 28. новембра на Градском гробљу Бутел у Скопљу.

## Дело
Цео радни век Сашо Панов је провео на македонској телевизији, где је реализовао најодговорније спортске пројекте, попут преноса хокејашког турнира на Олимпијским играма у Сарајеву 1984. године.
Панов је био истакнути уметник, који је оставио иза себе многе слике Старог Скопља и иконе у црквама. Аутор је и извођач иконостаса у цркви на Поповој Шапки.

## Сољашње везе
- Починат Сашо Попов, неформалниот градоначелник на Попова Шапка — „Сакам да кажем”. 2017. (језик: македонски)